# Sound of White Noise
Sound of White Noise è il sesto LP degli Anthrax, pubblicato nel 1993. È il primo album con John Bush alla voce al posto di Joey Belladonna.

## Tracce
1. Potter's Field (Frank Bello, Charlie Benante, John Bush, Scott Ian) - 5:00
2. Only (Bello, Benante, Bush, Ian) - 4:55
3. Room for One More (Bello, Benante, Bush, Ian) - 4:54
4. Packaged Rebellion (Bello, Benante, Bush, Ian) - 6:18
5. Hy Pro Glo (Bello, Benante, Bush, Ian) - 4:30
6. Invisible (Bello, Benante, Bush, Ian) - 6:09
7. 1000 Points of Hate (Bello, Benante, Bush, Ian) - 5:00
8. Black Lodge (Angelo Badalamenti, Bello, Benante, Bush, Ian) - 5:22
9. C₁₁ H₁₇ N₂ O₂ S Na (Bello, Benante, Bush, Ian) - 4:24
10. Burst (Bello, Benante, Bush, Ian) - 3:35
11. This is Not an Exit (Bello, Benante, Bush, Ian) - 6:49

L'edizione rimasterizzata del 2001 comprende anche le seguenti bonus track:
1. Auf Wiedersehen (cover dei Cheap Trick) - 4:25
2. Cowboy Song (cover dei Thin Lizzy) - 5:06
3. London (cover dei The Smiths) - 3:33
4. Black Lodge (Strings Mix) - 3:10

- La traccia "Black Lodge" è una rielaborazione di un pezzo della colonna sonora della serie TV I segreti di Twin Peaks composta da Angelo Badalamenti

## Formazione
- John Bush - voce
- Scott Ian - chitarra
- Dan Spitz - chitarra
- Frank Bello - basso
- Charlie Benante - batteria

## Classifiche
| Classifica (1993) | Posizione massima |
| ----------------- | ----------------- |
| Australia         | 30                |
| Canada            | 13                |
| Finlandia         | 9                 |
| Germania          | 35                |
| Nuova Zelanda     | 46                |
| Paesi Bassi       | 52                |
| Regno Unito       | 14                |
| Stati Uniti       | 7                 |
| Svezia            | 21                |
| Svizzera          | 40                |